# Кокцидії
Кокцидії (Coccidia) — внутрішньоклітинні паразити, які паразитують в епітелії кишці, печінки, нирок та деяких інших органах хребетних та безхребетних тварин. Для кокцидій характерні два способи розмноження — статеве і нестатеве (шизогонія) розмноження, які правильно чергуються. Зазвичай одна зі стадій (спорогонія) йде в зовнішньому середовищі, а у деяких ці дві стадії проходять зі зміною хазяїв.

### Етапи життєвого циклу
В організм хазяїна потрапляє ооциста зі спорозоїтами всередині. Після потрапляння в організм спорозоїти проникають в клітини кишки і починають рости та розмножуватись нестатево, шляхом шизогонії. Під час шизогонії ядро багаторазово ділиться, а цитоплазма збільшується в об'ємі. Особина на цій стадії називається шизонтом. Пізніше шизонт розпадається на групу (за кількістю ядер) дрібних одноядерних червоподібних клітин — мерозоїти. Мерозоїти виходять в просвіт кишки, активно проникають в сусідні клітини, знову перетворюються на шизонтів і проходять стадію шизогонії. Цей процес проходить декілька разів, що приводить до збільшення числа особин паразита. Однак, кількість поколінь шизонтів обмежено, і, після декількох безстатевих поколінь наступає статевий процес. Під час цього мерозоїти, що проникли в клітини дають початок гаметоцитам, з котрих утворюються гамети. Частина гаметоцитів (макрогамонти) більше не діляться, ростуть, збагачуючись резервними поживними речовинами, і перетворюються в макрогамети. Інші (мікрогамонти), ростуть, але, на відміну від макрогамет, ядро в них багаторазово ділиться, внаслідок цього утворюються чоловічі гамети, оснащені двома джгутиками. Чоловічі гамети здатні до активного руху. Одна із мікрогамет проникає в макрогамету, проходить копуляція. Утворена внаслідок даного процесу зигота має міцну двошарову оболонку і перетворюється в ооцисту. Ооцити виводяться в зовнішнє середовище. Спорогонія (наступний процес) проходить поза організмом хазяїна, оскільки для цього необхідний доступ кисню. Ядро в ооцисті ділиться, навколо ядра відокремлюється цитоплазма. Таким чином формуються споробласти, навколо кожного споробласта формується оболонка, і вони перетворюються в спори. Всередині кожної спори після поділу утворюється по два спорозоїта — на даній стадії ооциста стає здатною заражати нового хазяїна.

### Будова мерозоїту
Ззовні тіло мерозоїту вкрите двошаровою мембраною, під нею шар трубчатих фібрил. На передньому кінці розташований коноїд — органела, у вигляді щільного кільця. Коноїд відіграє опорну функцію при проникненні мерозоїту в клітину хазяїна. У передній третині мерозоїта розташовані роптрії — два трубчатих мішкоподібних, розширених на внутрішньому кінці органоїда, протилежні кінці яких проходять через кільце коноїда. У цих органоїдах (у деяких видів їх може бути більше двох), міститься речовина, яка сприяє проникненню мерозоїта в клітину хазяїна. Окрім того в цитоплазмі мерозоїта присутні мітохондрії, апарат Гольджі і білкові включення. На рівні ядра розміщена мікропора, яка являє собою ротовий отвір на ультраструктурному ріні, через неї в цитоплазму надходять поживні речовини.